# داس يو بوت
داس يو بوت (عنوان فرعي "Universal Boot Loader" وغالبًا ما يتم اختصاره إلى U-Boot؛ هو مقلع تمهيدي أساسي مفتوح المصدر يستخدم في الأجهزة المدمجة لحزم الإرشادات الخاصة بتشغيل نواة نظام التشغيل. متوفرة لعدد من معماريات الكمبيوتر، وتشمل 68k و إيه آر إم وبلاكفن و MicroBlaze و ميبس و Nios و SuperH و باور بي سي وريسك - في وإكس 86 .

## روابط خارجية
- داس يو بوت على موقع Free Software Directory (الإنجليزية)
- الموقع الرسمي
- Official git repository
- Barebox (المعروف سابقًا باسم U-Boot-V2)
- داس يو بوت على موقع سورس فورج